# Латенска култура
Латèнската култура е келтска археологическа култура през желязната епоха (V – I век пр.н.е.), разпространена по цяла Средна Европа (Франция, Швейцария, Испания), на Балканите, Мала Азия, Великобритания и Ирландия. Наречена е на
общината Ла Тен (La Tène) в Швейцария, на няколко километра от Ньошател.
Латенската култура е преди всичко култура на многочислените келтски племена гали, брити и много други.
Към особеностите на Латèнската култура са накитите от стъкло.
Епохата на Латенската култура е разделена през 1881 г. от Ото Тишлер на четири (езиково на три от Йозеф Дéшелет и Паул Райнеке) главни периоди:
| Епоха         | Дéшелет     | Райнеке   | Време                                                      |
| ------------- | ----------- | --------- | ---------------------------------------------------------- |
| Ранна латèн A | La Tène I   | La Tène A | ок. 480 пр.н.е. – ок. 380 пр.н.е.                          |
| Ранна латèн B | La Tène I   | La Tène B | ок. 380 пр.н.е. – 280 пр.н.е.                              |
| Средна латèн  | La Tène II  | La Tène C | 280 пр.н.е. до 190 пр.н.е. (регионално до ок. 150 пр.н.е.) |
| Късна латèн   | La Tène III | La Tène D | 190 пр.н.е.                                                |